# منتخب الولايات المتحدة تحت 18 سنة لكرة القدم
منتخب الولايات المتحدة تحت 18 سنة لكرة القدم (بالإنجليزية: United States men's national under-18 soccer team)‏ هو ممثل الولايات المتحدة الرسمي في المنافسات الدولية في كرة القدم في فئة كرة قدم تحت 18 سنة للرجال، يديريه اتحاد الولايات المتحدة لكرة القدم.